# Aphorista morosa
Aphorista morosa là một loài bọ cánh cứng trong họ Endomychidae. Loài này được LeConte miêu tả khoa học năm 1859.